# FN M1903
FN M1903  권총은 존 브라우닝이 설계하고, 벨기에 파브리크 나시오날 드 에르스탈사가 생산하기 시작한 두 번째 작품으로, 9 × 20 mm의 브라우닝 롱이라는 탄환을 사용하는 자동권총이다. 브라우닝 롱 탄환은 일반적인 9 mm 패러벨럼탄보다 강해보이나, 실은 그리 강하지 않았다고 하며, 블로우백으로도 무리없이 작동했다.
콜트사의 콜트 M1903 포켓해머리스와 콜트 M1903 포캣해머와는 이름은 비슷하지만 다른 권총이다. 존 브라우닝은 콜트와 FN사 양쪽에 자신의 설계도를 팔았던 관계로 비슷한 시기에 비슷한 이름의 권총이 몇 종류 있다.
신뢰성, 정확성, 가벼운 무게, 빠른 재장전 측면에서 높은 인기를 얻어 상업적으로도 대성공을 거두었으며, 경찰 및 군용으로 많은 수량이 팔렸다.
벨기에군 뿐만 아니라 스웨덴, 세르비아, 러시아, 터키, 네덜란드, 파라과이, 페루 등에서 군용으로 사용했으며 스웨덴은 1980년대까지 사용했다고 한다. 스웨덴은 Husqvarna m/1907이라는 이름으로 면허 생산했다.
《007 시리즈》에서도 제임스 본드가 애용하던 발터 PPK를 잃어버리자, 잠깐 사용하는 권총으로 등장하기도 했다.

## 같이 보기
- FN M1900
- 콜트 M1900
- 콜트 M1903 포켓해머리스